# Бисеряне
Бисеряне (словен. Biserjane) — поселення в общині Светий Юрій-об-Щавниці, Помурський регіон, Словенія. Висота над рівнем моря: 196 м.